# Alcis ocellata
Alcis ocellata là một loài bướm đêm trong họ Geometridae.